# Chandrika Kumaratunga
Chandrika Kumaratunga (Colombo, 29 de junio de 1945) es una política de Sri Lanka. Fue la quinta presidenta de Sri Lanka y primera mujer en el cargo. Su mandato comenzó el 12 de noviembre de 1994 y terminó el 19 de noviembre de 2005. También fue primera ministra entre el 19 de agosto y el 14 de noviembre de 1994.

## Biografía
Hija de Sirimavo Bandaranaike y Solomon Bandaranaike, ambos del partido político Freedom Party. Su padre fue primer ministro de Sri Lanka, pero fue asesinado en 1959. Luego de este suceso su madre asumiría ese mismo cargo durante tres periodos.
Chandrika fue elegida como primera ministra de Sri Lanka el 19 de agosto de 1994 y ganó las elecciones presidenciales en noviembre de ese mismo año.